# Hylesia pauper
Hylesia pauper är en fjärilsart som beskrevs av Dyar 1913. Hylesia pauper ingår i släktet Hylesia och familjen påfågelsspinnare. Inga underarter finns listade i Catalogue of Life.